# Evelyn García
Evelyn Yessenia García Marroquín  (* 29. Dezember 1982 in Santa Ana) ist eine salvadorianische Radrennfahrerin, die auf Straße und Bahn aktiv ist. Seit Beginn der 2000er Jahre ist sie eine der erfolgreichsten Radsportlerinnen Mittelamerikas.

## Sportliche Laufbahn
Im Alter von 15 Jahren begann Evelyn  García 1997 mit dem Radsport. Seit 2001 ist sie im Profiradsport aktiv. Nach Maureen Kaila (1996 und 2000) war sie die zweite salvadorianische Radrennsportlerin, die an Olympischen Spielen teilnahm. Sie startete dreimal – 2004, 2008 und 2012 – bei Olympischen Spielen; 2012 in London war sie die Fahnenträgerin von El Salvador bei der Eröffnungsfeier.  Ihre beste Platzierung bei Olympia war 2008 ein zwölfter Platz in der Einerverfolgung auf der Bahn.

## Nationale Auszeichnungen
- Estrella del Ciclismo Espiga Dorada (Goldene Ehrennadel) des ILC/CID,  1999,  2001, 2002, 2003, 2004  und 2005[2]
- Águila de Oro und Súper Águila INDES 2003 und 2004[2]

## Privates
Evelyn García lebt mit ihrem Ehemann und zwei Kindern (* 2014) in Spanien (Stand 2014).

## Erfolge

### Straße
2004
- Prolog, zwei Etappen und Gesamtwertung Vuelta Ciclista Femenina a el Salvador

2006
- eine Etappe Vuelta Ciclista Femenina a el Salvador

2007
- drei Etappen und Gesamtwertung Vuelta Ciclista Femenina a el Salvador

2009
- drei Etappen und Gesamtwertung Vuelta Ciclista Femenina A Costa Rica

2011
- Panamerikameisterschaft – Straßenrennen
- Panamerikaspiele – Einzelzeitfahren

2012
- Grand Prix GSB

2013
- eine Etappe Vuelta Ciclista Femenina A Costa Rica

2015
- Sansalvadorische Meisterin – Einzelzeitfahren, Straßenrennen

2017
- Sansalvadorische Meisterin – Einzelzeitfahren, Straßenrennen

2021
- Zentralamerikanische Meisterin – Einzelzeitfahren
- Zentralamerikanische Meisterin – Straßenrennen

### Bahn
2008
- Olympische Sommerspiele Platz 12 in der Einerverfolgung

## Teams
- 2005–2006 Nobili Rubinetterie-Menikini-Cogeas
- 2007 Cmax Dila-Guerciotti-Cogeas
- 2008 Chirio-Forno d’Asolo
- 2009 Fenixs-Edilsavino
- 2012 Be Pink
- 2013 Pasta Zara-Cogeas
- 2015 Lointek Team